# Pycnolejeunea contigua
Pycnolejeunea contigua är en bladmossart som först beskrevs av Christian Gottfried Daniel Nees von Esenbeck, och fick sitt nu gällande namn av Riclef Grolle. Pycnolejeunea contigua ingår i släktet Pycnolejeunea och familjen Lejeuneaceae. Inga underarter finns listade i Catalogue of Life.